# Benny Blanco
Benjamin Joseph Levin (sinh ngày 8 tháng 3 năm 1988), thường được biết đến với nghệ danh Benny Blanco, là một nam nhạc sĩ kiêm nhà sản xuất thu âm người Mỹ. Với 14 đĩa đơn quán quân được sản xuất, anh là người tạo nên những dấu ấn lớn trên nền âm nhạc pop đương đại. 
Anh thực hiện công việc sản xuất cho một số đĩa đơn nổi tiếng của một số nghệ sĩ như Katy Perry ("California Gurls", "Teenage Dream"), Maroon 5 ("Moves like Jagger, "Payphone"), Britney Spears ("Circus"), Taio Cruz ("Dynamite"), Kesha ("Tik Tok") và Gym Class Heroes ("Stereo Hearts"), hay một số ca khúc ít nổi tiếng hơn như "Work Hard, Play Hard" của Wiz Khalifa và "Heart Attack" của Trey Songz. Ngoài ra, Blanco cũng cộng tác với một số nhân vật nổi tiếng trong làng nhạc như Dr. Luke, Shellback, Ryan Tedder, Bruno Mars, Nicki Minaj, Dan Wilson, Mike Posner, Max Martin, Sean Paul và Paul Epworth.

## Cuộc đời và sự nghiệp

### Bắt đầu sự nghiệp và Disco D
Blanco - một người gốc Virginia, anh bắt đầu luyện tập với những nhịp đập trong phòng ngủ của mình và được biết đến đầu tiên vào năm 1994 với đĩa đơn cát-xét: "The World Is Yours" của Nas và "I Swear" của All-4-One. Rèn luyện kỹ năng của mình trong một vài năm, Blanco cuối cùng giành được sự chú ý của The Source và giám đốc điều hành tại hãng đĩa Columbia Records. Kĩ năng của Blanco ngày một phát triển nhanh chóng, do đó anh được học nghề với nhà sản xuất Disco D (Blanco phải lái xe tới New York vào cuối tuần, những ngày còn lại anh phải đến trường học).
Tại phòng thu Blanco gặp rapper Spank Rock - người đã nâng cao khả năng của Blanco. Năm 2007, Blanco và Spank Rock thực hiện Bangers & Cash - một EP chung của hai người mà sau đó đã trở nên cực kì nổi tiếng trong thế giới âm nhạc ngầm (underground). Sau đó Blanco tiếp tục làm việc với nhiều nghệ sĩ trong đó có Amanda Blank và Santigold.

### 2008-nay
Blanco tiết lộ khi anh gặp nhà sản xuất - sáng tác nhạc đã từng giúp anh thực hiện nhiều ca khúc nổi tiếng: "Đó là khi tôi gặp được Dr. Luke. Luke đã dạy tôi về sự phức tạp trong việc thực hiện một bài hát. Anh cũng dạy tôi rất nhiều trong việc tương tác với các nghệ sĩ. Khi bạn là một nhà sản xuất, bạn hơn hẳn so với một anh chàng luôn thích chỉ đạo người khác. Bạn giống như một bác sĩ chuyên khoa vậy. Bạn phải biết khi nào nghệ sĩ cần nghỉ ngơi - khi đó là thời gian để ngừng làm việc và thu thập những suy nghĩ của bạn."
Hiện tại, Blanco đang làm việc trong phòng thu, hợp tác sản xuất với nhiều nghệ sĩ để cho ra những ca khúc nổi tiếng.

## Danh sách sản xuất
| Tên                             | Năm  | Album                                           | Sáng tác | Sản xuất |
| ------------------------------- | ---- | ----------------------------------------------- | -------- | -------- |
| "Send Some Shooters"            | 2007 | Hell Rell – Eat With Me Or Eat A Box Of Bullets |          | ☑        |
| "Shake That"                    | 2007 | Spank Rock – Bangers & Cash                     | ☑        | ☑        |
| "B-O-O-T-A-Y"                   | 2007 | Spank Rock – Bangers & Cash                     | ☑        | ☑        |
| "Pu$$y"                         | 2007 | Spank Rock – Bangers & Cash                     | ☑        | ☑        |
| "Bitch!"                        | 2007 | Spank Rock – Bangers & Cash                     | ☑        | ☑        |
| "Loose"                         | 2007 | Spank Rock – Bangers & Cash                     | ☑        | ☑        |
| "Circus"                        | 2008 | Britney Spears - Circus                         | ☑        | ☑        |
| "Shattered Glass"               | 2008 | Britney Spears - Circus                         | ☑        | ☑        |
| "Lace and Leather"              | 2008 | Britney Spears - Circus                         | ☑        | ☑        |
| "Broken Pieces"                 | 2008 | Lil Mama – Voice of the Young People            |          | ☑        |
| "Hot n Cold"                    | 2008 | Katy Perry - One Of The Boys                    |          | ☑        |
| "I Kissed A Girl"               | 2008 | Katy Perry - One Of The Boys                    |          | ☑        |
| "Don't Ask Why"                 | 2008 | Vanessa Hudgens - Identified                    |          | ☑        |
| "Amazed"                        | 2008 | Vanessa Hudgens - Identified                    |          | ☑        |
| "Set It Off"                    | 2008 | Vanessa Hudgens - Identified                    |          | ☑        |
| "Identified"                    | 2008 | Vanessa Hudgens - Identified                    |          | ☑        |
| "Watch You Go"                  | 2009 | Jordin Sparks - Battlefield                     | ☑        | ☑        |
| "Tell Me What Your Name Is"     | 2009 | Ciara – Fantasy Ride                            | ☑        | ☑        |
| "Dollhouse"                     | 2009 | Priscilla Renea – Jukebox                       | ☑        | ☑        |
| "Touch Me"                      | 2009 | Flo Rida – R.O.O.T.S                            | ☑        | ☑        |
| "Don't Trust Me"                | 2009 | 3OH!3 – Want                                    | ☑        | ☑        |
| "Rich Man"                      | 2009 | 3OH!3 – Want                                    | ☑        | ☑        |
| "So Human"                      | 2009 | Lady Sovereign – Jigsaw                         | ☑        | ☑        |
| "Pennies"                       | 2009 | Lady Sovereign – Jigsaw                         | ☑        | ☑        |
| "Stupid Love Letter"            | 2009 | Friday Night Boys – Off The Deep End            | ☑        | ☑        |
| "Dynamite"                      | 2010 | Taio Cruz – Rokstarr                            | ☑        | ☑        |
| "Eenie Meenie"                  | 2010 | Justin Bieber & Sean Kingston – My World 2.0    | ☑        | ☑        |
| "Blah Blah Blah"                | 2010 | Ke$ha – Animal                                  | ☑        | ☑        |
| "Tik Tok"                       | 2010 | Ke$ha – Animal                                  | ☑        | ☑        |
| "Party At A Rich Dude's House"  | 2010 | Ke$ha – Animal                                  | ☑        | ☑        |
| "Dancing With Tears In My Eyes" | 2010 | Ke$ha – Animal                                  | ☑        | ☑        |
| "Blind"                         | 2010 | Ke$ha – Animal                                  | ☑        | ☑        |
| "Your Love Is My Drug"          | 2010 | Ke$ha – Animal                                  |          | ☑        |
| "Somebody to Love (Remix)"      | 2010 | Justin Bieber & Usher – Versus                  |          | ☑        |
| "California Gurls"              | 2010 | Katy Perry - Teenage Dream                      | ☑        | ☑        |
| "Teenage Dream"                 | 2010 | Katy Perry - Teenage Dream                      | ☑        | ☑        |
| "My First Kiss"                 | 2010 | 3OH!3 - Streets of Gold                         | ☑        | ☑        |
| "Streets of Gold"               | 2010 | 3OH!3 - Streets of Gold                         | ☑        | ☑        |
| "Double Vision"                 | 2010 | 3OH!3 - Streets of Gold                         |          | ☑        |
| "Please Don't Go"               | 2010 | Mike Posner - 31 Minutes to Takeoff             | ☑        | ☑        |
| "Cheated"                       | 2010 | Mike Posner - 31 Minutes to Takeoff             | ☑        | ☑        |
| "We R Who We R"                 | 2010 | Ke$ha - Cannibal                                | ☑        | ☑        |
| "Sleazy"                        | 2010 | Ke$ha - Cannibal                                | ☑        | ☑        |
| "Blow"                          | 2010 | Ke$ha - Cannibal                                | ☑        | ☑        |
| "Grow A Pear"                   | 2010 | Ke$ha - Cannibal                                | ☑        | ☑        |
| "Who Dat Girl"                  | 2010 | Flo Rida - Only One Flo (Part 1)                | ☑        | ☑        |
| "Get Over U"                    | 2011 | Neon Hitch - Beg Borrow and Steal               | ☑        | ☑        |
| "Bad Dog"                       | 2011 | Neon Hitch - Beg Borrow and Steal               | ☑        | ☑        |
| "Silly Girl"                    | 2011 | Neon Hitch - Beg Borrow and Steal               | ☑        | ☑        |
| "(Drop Dead) Beautiful"         | 2011 | Britney Spears - Femme Fatale                   | ☑        | ☑        |
| "Gasoline"                      | 2011 | Britney Spears - Femme Fatale                   | ☑        | ☑        |
| "No Sleep"                      | 2011 | Wiz Khalifa - Rolling Papers                    | ☑        | ☑        |
| "Stereo Hearts"                 | 2011 | Gym Class Heroes - The Papercut Chronicles II   | ☑        | ☑        |
| "Ass Back Home"                 | 2011 | Gym Class Heroes - The Papercut Chronicles II   | ☑        | ☑        |
| "Moves Like Jagger"             | 2011 | Maroon 5 - Hands All Over                       | ☑        | ☑        |
| "Come N Go"                     | 2011 | Pitbull - Planet Pit                            | ☑        | ☑        |
| "She Doesn't Mind"              | 2011 | Sean Paul- Tomahawk Technique                   | ☑        | ☑        |
| "Fuck U Betta"                  | 2012 | Neon Hitch - Beg, Borrow, Steal                 | ☑        | ☑        |
| "Gold"                          | 2012 | Neon Hitch - Beg, Borrow, Steal                 | ☑        | ☑        |
| "Heart Attack"                  | 2012 | Trey Songz - Chapter 5                          | ☑        | ☑        |
| "Masquerade"                    | 2012 | Nicki Minaj - Pink Friday: Roman Reloaded       | ☑        | ☑        |
| "Payphone"                      | 2012 | Maroon 5 - Overexposed                          | ☑        | ☑        |
| "Beautiful Goodbye"             | 2012 | Maroon 5 - Overexposed                          | ☑        | ☑        |
| "Work Hard, Play Hard"          | 2012 | Wiz Khalifa - O.N.I.F.C.                        | ☑        | ☑        |
| "Naked Love"                    | 2012 | Adam Lambert - Tresspassing                     | ☑        | ☑        |
| "Seasons"                       | 2012 | Rome - Dedication EP                            | ☑        | ☑        |
| "Oz Of Love"                    | 2012 | Rome - Dedication EP                            | ☑        | ☑        |
| "Die Young"                     | 2012 | Kesha - Warrior                                 | ☑        | ☑        |
| "C'Mon"                         | 2012 | Kesha - Warrior                                 | ☑        | ☑        |
| "Thinking Of You"               | 2012 | Kesha - Warrior                                 | ☑        | ☑        |
| "Crazy Kids"                    | 2012 | Kesha - Warrior                                 | ☑        | ☑        |
| "Supernatural"                  | 2012 | Kesha - Warrior                                 | ☑        |          |
| "Last Goodbye"                  | 2012 | Kesha - Warrior                                 | ☑        | ☑        |
| "Diamonds"                      | 2012 | Rihanna - Unapologetic                          | ☑        | ☑        |
| "Blow"                          | 2012 | Ke$ha - Deconstructed                           | ☑        |          |
| "Die Young"                     | 2012 | Ke$ha - Deconstructed                           | ☑        |          |
| "Supernatural"                  | 2012 | Ke$ha - Deconstructed                           | ☑        |          |
| "Natalie"                       | 2012 | Bruno Mars - Unorthodox Jukebox                 | ☑        | ☑        |

## Liên kết khác
- Benny Blanco tại Myspace
- Benny Blanco trên Twitter